# Амуро-Балтийск
Аму́ро-Балти́йск (латыш. Amūras Baltija, первоначально – селение Амуро-Балтийское Овсянковской волости (Черняево-Зейского подрайона) Амурской области) — село в Зейском районе Амурской области России. Административный центр Амуро-Балтийского сельсовета.
Село Амуро-Балтийск, как и Зейский район, приравнено к районам Крайнего Севера.

## История
Основано в 1907 году переселенцами из Латвии, привлечёнными в Амурскую область в соответствии с государственной программой земледельческой колонизации Дальнего Востока. В названии села соединены Амур и Прибалтика.
Главным занятием населения была заготовка сена и продажа его лицам, занимающимся извозом грузов на прииски. В зимнее время мужчины подрабатывали на вывозе и заготовке леса, формированием плотов и охотой. К 1911 году в Амуро-Балтийске проживало 104 человека. В этом же году здесь была открыта первая в Овсянковской волости школа для крестьянских детей.
В период гражданской войны и японской интервенции на Дальнем Востоке село стало одним из центров партизанского сопротивления - здесь располагалась штаб-квартира одного из крупнейших партизанских отрядов Приамурья под командованием Федора Кошелева .
Амуро-Балтийский сельсовет был образован в 1920 году, в состав сельсовета входили посёлки: Старый первый (лесопункт), Шпалорезка, Уютное, которые в середине 1950-х годов были упразднены. В 1931 году организовали рыбацко-охотничий колхоз, ставший позже сельхозартелью «Ударник» .
В начале 1960-х годов в состав сельсовета вошло село Заречное на Уркане, расположенное в 10 км от Амуро-Балтийска, которое находилось в составе сельсовета до 2011 года.
В настоящее время представляет собой село одноэтажной застройки с печным отоплением, благоустроенного коммунального жилья нет.

## География
Село расположено на правом берегу реки Уркан (правый приток Зеи), на расстоянии 50 км к юго-западу от города Зея, административного центра района, (по автодороге областного значения «Зея — Тыгда», через сёла Сосновый Бор, Овсянка и Заречное). На юго-восток от Амуро-Балтийска идёт дорога к селу Сиан.

## Население
| 2002 | 2010 | 2012 | 2013 | 2014 | 2015 | 2016 |
| ---- | ---- | ---- | ---- | ---- | ---- | ---- |
| 277  | ↘227 | ↘225 | ↗227 | ↘214 | ↘212 | ↘207 |
| 2017 | 2018 | 2021 |      |      |      |      |
| ↘200 | ↘199 | ↗262 |      |      |      |      |

## Улицы
В селе имеются две улицы: Центральная и Юбилейная.

## Экономика
Имеется ФАП с. Амуро-Балтийск Овсянковского филиала ГБУЗ АО «Зейская больница им. Б. Е. Смирнова», ДК с. Амуро-Балтийск МУ СКЦ Зейского района, Филиал почтовой связи Овсянковского отделения почтовой связи Зейского почтамта «Почта России» .